# Jo Sung-mo
Jo Sung-mo (in hangŭl 조성모; 28 febbraio 1977) è un cantante sudcoreano.

## Discografia
- To Heaven, 1998
- For Your Soul, 1999
- Classic, 2000
- Let Me Love, 2000
- Zoy Project 1st, 2001
- No More Love, 2001
- 가인(歌人), 2003
- My First, 2005
- Classic 1+1 Grand Featuring, 2005
- Second Half, 2009
- Coffee house - I'll be smile (colonna sonora)
- Meet Brave, 2010
- Mini album - Thank you(EP), 2010
- Everyday Christmas, 2010
- Jeonwoochi - I love you, 2012 (colonna sonora)
- Goddess of marriage - Someday, 2013 (colonna sonora)
- Wind of Change, 2014

## Riconoscimenti
- KBS Music Awards - 1999, 2000
- Golden Disk Awards 2005
- 4 Mnet Asian Music Awards